# Papp Viktor
Ilyésfalvi Papp Viktor, Pap Győző (Szilágysomlyó, 1881. április 3. – Budapest, 1954. május 18.) erdélyi magyar zeneíró, zenekritikus, szerkesztő, miniszteri tanácsos.

## Életútja
Pap Valent törvényszéki jegyző és Kracsinger Gizella gyermekeként született. Középiskolai és jogi tanulmányai végzése közben képezte magát hegedűssé. Zenekritikusa volt több irodalmi fórumnak (Új Nemzedék, Napkelet, Budapesti Hírlap). Szerkesztette a Muzsika című folyóiratot, a Zenei Pantheon című sorozatot, a Magyar Zenei Almanachot, melyben Kolozsvár zenei életéhez is szolgáltatott adatokat (1944). Zenei tanácsadója volt a Magyar Rádiónak, tagja a Kisfaludy Társaságnak, illetve a Greguss Bizottságnak; ez utóbbi minőségében javasolta Greguss-díjra Bartók Béla I. zenekari szvitjét.
Felesége Kormos Jozefin volt, Kormos Alfréd és Lakatos Gizella lánya, akivel 1919. május 2-án Budapesten kötött házasságot.

## Munkássága
Ady baráti köréhez tartozott, egyik szerzeménye ihlette a költő Papp Viktor valceréhez című költeményét. A zene népszerűsítésében játszott szerepet könyveivel: 
- Arcképek a zenevilágból, Budapest 1918
- Beethoven élete és művei, Budapest 1921[7] (Második, bővített kiadás: Beethoven élete és művei, Budapest 1927)
- Bach János Sebestyén élete és művei, Budapest 1921
- Haydn József élete és művei, Budapest 1922
- Arcképek az Operaházból, Budapest 1923
- Arcképek a külföldi zenevilágból, Budapest 1924
- Arcképek a magyar zenevilágból, Budapest 1925
- Bevezető a zeneművészetbe, Budapest 1925 (II. kiadása a Minerva Nyomda közreműködésével, a berlini Voggenreiter Verlag kiadói jelzetével Kolozsváron jelent meg)
- Beethoven és a magyarok, Budapest 1927
- Dohnányi Ernő életrajza, Budapest 1927
- Muzsika, Budapest 1936
- Liszt Ferenc élő magyar tanítványai, Budapest 1936
- Zenekönyv. Arcképek, életrajzok, Budapest 1940
- Zenekönyv. A nóta, Budapest 1944